# 玉山蟹甲草
玉山蟹甲草（学名：Parasenecio morrisonensis）是菊科蟹甲草属的植物，为台灣的特有植物。分布于台灣海拔3,000米的地区，见于山顶，目前尚未由人工引种栽培。

## 异名
- Senecio monantha (Diels) Hayata